# 朱同𨮞
河陰康簡王朱同鑣（1446年—1501年），明朝周藩第二代河陰王，河陰懷僖王朱子壜的嫡長子。

## 生平
天順元年（1457年）九月，襲封河陰王。天順二年（1458年），朱同鑣獲給歲祿一千石，米鈔各半兼支。
弘治十四年（1501年）十一月，朱同鑣去世，享年五十六歲，諡號康簡。十年後，庶次子鎮國將軍朱安㳋襲爵。

## 家庭

### 妻
- 王氏，東城兵馬副指揮王純女，天順五年（1461年）冊為河陰王妃[6]

### 妾
- 張氏[7]

### 子
- 庶次子：鎮國將軍→河陰莊定王朱安㳋[5]
- 庶三子：鎮國將軍朱安湢
- 庶四子：鎮國將軍朱安溘[8]
- 庶五子：鎮國將軍朱安洪[9]